# När kärleken kom till byn
När kärleken kom till byn är en svensk film från 1950 i regi av Arne Mattsson. Den är baserad på romanen Den nye av Albert Olsson.

## Om filmen
Filmen hade premiär den 9 oktober 1950 på biografen Olympia i Stockholm. Den är inspelad mellan den 25 april och 4 juli 1950 i Sandrews ateljéer i Stockholm, Gamleby, i trakterna runtomkring Västervik, Storsjö järnvägsstation samt i Kolsebro.

## Roller i urval
- Sven Lindberg - Birger Broman, vikarierande folkskollärare
- Ruth Kasdan - Karin Brunell, hemmafru
- Edvin Adolphson - J.O. Bengtson, diversehandlare
- Sigge Fürst - Martin Melander, stins
- Irma Christenson - Ella Håkansson, småskollärarinna
- Ingrid Thulin - Agneta, Bengtsons dotter
- Stig Järrel - Axel Brunell, ordinarie folkskollärare, Karins man
- Dagmar Ebbesen - fru Sigrid Bengtson
- Åke Fridell - Johan Filipson, ordförande i skolrådet, ålderdomshemsföreståndare
- Ann Bornholm - Anna-Stina, skolelev
- Artur Rolén - Johansson, gubbe på ålderdomshemmet
- Rut Holm	- fru Filipson
- Axel Högel - kyrkoherden
- Sven Magnusson  - Blåberg, jordbrukare
- Olav Riégo - Johansson, skolinspektör
- Georg Skarstedt - klockaren
- Ingemar Holde - Johan, kusk
- Wiktor "Kulörten" Andersson - Tuppen, gubbe på åldersdomshemmet
- Bengt Lindström - Helge, skolelev, makarna Filipsons pojke
- Öyvind Serrander - Anders, skolelev